# R&B Divas
Albums de Faith Evans
Something About Faith
(2010) Incomparable
(2014)
Singles
1. Tears of Joy
Sortie : 20 août 2012
2. Dumb
Sortie : 28 août 2012

R&B Divas est une compilation (musique) de Faith Evans, sortie le 2 octobre 2012.
Cet opus propose des chansons interprétés par certaines des participantes à l'émission de téléréalité R&B Divas, diffusée aux États-Unis entre 2012 et 2014.
L'album s'est classé 6e au Top R&B/Hip-Hop Albums, 8e au Top Independent Albums et 46e au Billboard 200 et a été nommé aux Grammy Awards 2014 dans la catégorie « meilleur album R&B ».

## Liste des titres
| No  | Titre                                    | Auteur | Interprète(s)                                                      | Durée |
| --- | ---------------------------------------- | --- | ------------------------------------------------------------------ | ----- |
| 1.  | Lovin' Me (Theme from R&B Divas)         | G'harah « PK » Degeddingseze, Nicci Gilbert, Belle Johnson                                                                                     | Faith Evans, Nicci Gilbert, Monifah, Syleena Johnson et Keke Wyatt | 3:37  |
| 2.  | Tears of Joy                             | Claude Kelly | Faith Evans                                                        | 4:02  |
| 3.  | Mr. Supafly                              | Lauren Evans, Alexander James | Keke Wyatt                                                         | 3:35  |
| 4.  | Too High for Love                        | James Q. Wright, Sonny J. Mason Osuji, James Rolston, Faith Evans                                                                              | Faith Evans                                                        | 3:25  |
| 5.  | SisterFriend                             | Gordon Chambers, Barry J. Eastmond | Faith Evans, Nicci Gilbert, Monifah, Syleena Johnson et Keke Wyatt | 5:01  |
| 6.  | Dumb                                     | Christian Arlester, Chris « Brody » Brown, Toni Coleman, Achia Dixon, Larrance Dopson, Lamar Edwards, Faith Evans, Camille Hooper, Jaila Simms | Faith Evans                                                        | 3:29  |
| 7.  | Sometimes                                | Mike City, Nicci Gilbert | Nicci Gilbert et Helene « Mom » Gilbert                            | 3:47  |
| 8.  | True Colors                              | Tom Kelly, Cyndi Lauper, Billy Steinberg | Faith Evans, Kelly Price et Fantasia                               | 4:27  |
| 9.  | Stonewall                                | Syleena Johnson | Syleena Johnson                                                    | 3:56  |
| 10. | She's Me                                 | Anthony Giles | Monifah                                                            | 3:57  |
| 11. | Soon As I Get Home (Live in Los Angeles) | Sean Combs, Faith Evans, Chucky Thompson | Faith Evans                                                        | 4:45  |
| 12. | Jesus Loves                              | Shep Crawford, David McGuire, Kelly Price, Anna B. Warner                                                                                      | Kelly Price                                                        | 4:08  |